# European Physical Journal
Das European Physical Journal (EPJ, nach ISO 4: Eur. Phys. J.) wurde 1998 beim Springer-Verlag als Zusammenschluss mehrerer europäischer Physikzeitschriften gegründet: Acta Physica Hungarica (Vereinigung 2000), Anales de Física (spanisch, Vereinigung 2000), Czechoslovak Journal of Physics (Vereinigung 2006), Il Nuovo Cimento (italienisch, die Teile A, D), Journal de Physique (französisch, 1998), Portugaliae Physica (portugiesisch, Vereinigung 2000) und Zeitschrift für Physik (1998).
Es ist in folgende Reihen bzw. Themengebiete aufgeteilt: A (Hadrons and Nuclei), B (Condensed Matter and Complex Systems), C (Particles and Fields), D (Atomic, Molecular, Optical and Plasma Physics), E (Soft Matter and Biological Physics), H (Historical Perspectives on Contemporary Physics), N (Nuclear Sciences and Technologies), AM (Applied Metamaterials), AP (Applied Physics), DS (Data Science), NBP (Nonlinear Biomedical Physics), Plus, PV (Photovoltaics), QT (Quantum Technology), ST (Special Topics) und TI (Techniques and Instrumentation). Außerdem gibt es eine Reihe für Konferenzberichte, WOC (Web of Conferences).